# Damian Szymański
Damian Szymański (Kraśnik, 16 de junio de 1995) es un futbolista polaco que juega de centrocampista en el Legia de Varsovia de la Ekstraklasa.

## Selección nacional
Tras jugar en la selección de fútbol sub-20 de Polonia hizo su debut con la selección absoluta el 7 de septiembre de 2018 en un encuentro de la Liga de Naciones de la UEFA 2018-19 contra Italia que finalizó con un resultado de empate a uno tras el gol de Piotr Zieliński para Polonia, y de Jorge Luiz Frello para Italia.

### Participaciones en Copas del Mundo
| Mundial                        | Sede  | Resultado        | Partidos | Goles |
| ------------------------------ | ----- | ---------------- | -------- | ----- |
| Copa Mundial de Fútbol de 2022 | Catar | Octavos de final | 1        | 0     |

### Participaciones en Eurocopas
| Copa          | Sede     | Resultado    | Partidos | Goles |
| ------------- | -------- | ------------ | -------- | ----- |
| Eurocopa 2024 | Alemania | Primera fase | 0        | 0     |

## Clubes
| Club                  | País    | Año       | Partidos | Goles |
| --------------------- | ------- | --------- | -------- | ----- |
| GKS Bełchatów         | Polonia | 2013-2016 | 51       | 2     |
| Jagiellonia Białystok | Polonia | 2016-2017 | 19       | 1     |
| Wisła Płock           | Polonia | 2017-2019 | 52       | 8     |
| FC Akhmat Grozny      | Rusia   | 2019-2020 | 13       | 0     |
| AEK Atenas F. C.      | Grecia  | 2020-2025 | 190      | 11    |
| Legia de Varsovia     | Polonia | 2025-     |          |       |

## Palmarés

### Campeonatos nacionales
| Título              | Club             | País   | Año  |
| ------------------- | ---------------- | ------ | ---- |
| Superliga de Grecia | AEK Atenas F. C. | Grecia | 2023 |
| Copa de Grecia      | AEK Atenas F. C. | Grecia | 2023 |